# Lokvica (Prizren)
Pour les articles homonymes, voir Lokvica.
Llokvicë en albanais et Lokvica en serbe latin (en serbe cyrillique : Локвица) est un village du Kosovo situé dans la commune/municipalité de Prizren et dans le district de Prizren/Prizren. Selon le recensement kosovar de 2011, elle compte 339 habitants.
Llokvicë est également connu sous le nom albanais de Llokvic.

## Géographie
Llokvicë/Lokvica se trouve à environ 3 kilomètres de la route nationale reliant Prizren à Brezovica et Skopje.

## Histoire
Le village est mentionné pour la première fois en 1276 dans une lettre envoyée par le roi Stefan Dragutin au monastère de Hilandar.
L'église actuelle, dédiée à saint Élie, a été construite en 1866 sur les fondations d'une église plus ancienne. Elle abrite une petite collection d'icônes du XIXe siècle ; elle est inscrite sur la liste des monuments culturels de l'Académie serbe des sciences et des arts et sur celle des monuments culturels du Kosovo.

## Démographie

### Évolution historique de la population dans la localité
| 1948 | 1953 | 1961 | 1971 | 1981 | 1991 | 2011 |
| ---- | ---- | ---- | ---- | ---- | ---- | ---- |
| 676  | 735  | 614  | 666  | 527  | 508  | 339  |

|  |

### Répartition de la population par nationalités (2011)
En 2011, les Bosniaques représentaient 97,35 % de la population.